# 救急救命士国家試験
救急救命士国家試験（きゅうきゅうきゅうめいしこっかしけん）とは、国家資格である、救急救命士の免許を取得するための国家試験である。平成17年度までは、年2回（3月と9月）に行われていたが、平成18年度からは年1回（3月）となった。
救急救命士法第31条に基づいて行われる。厚生労働省医政局監修。試験の実施に関する事務は、一般財団法人日本救急医療財団が行う。

## 受験資格
- （1）学校教育法（昭和22年法律第26号）第90条第1項の規定により大学に入学することができる者（この規定により文部科学大臣の指定した学校が大学である場合において、当該大学が同条第2項の規定により当該大学に入学させた者を含む。）であって、文部科学大臣が指定した学校又は都道府県知事が指定した救急救命士養成所において、2年以上救急救命士として必要な知識及び技能を修得したもの（その年の指定する日までに修業又は卒業する見込みの者を含む。）。
- （2）学校教育法に基づく大学若しくは高等専門学校、旧大学令（大正7年勅令第388号）に基づく大学又は救急救命士法施行規則（平成3年厚生省令第44号。以下「規則」という。）第13条に規定する学校、文教研修施設若しくは養成所において1年（高等専門学校にあっては、4年）以上修業し、かつ、厚生労働大臣の指定する科目を修めた者であって、文部科学大臣が指定した学校又は都道府県知事が指定した救急救命士養成所において、1年以上救急救命士として必要な知識及び技能を修得した者（その年の指定する日までに修業又は卒業する見込みの者を含む。）。

　なお、厚生労働大臣の指定する科目は、公衆衛生学、医学概論、解剖学、生理学、薬理学、病理学、生化学、微生物学、看護学概論、内科学、外科学、小児科学、産婦人科学、整形外科学、脳外科学、精神医学及び放射線医学のうち13科目である。　
- （3）学校教育法に基づく大学（短期大学を除く。）又は旧大学令に基づく大学において厚生労働大臣の指定する科目を修めて卒業した者（その年の指定する日までに卒業する見込みの者を含む。）。

　なお、厚生労働大臣の指定する科目は、公衆衛生学、解剖学、生理学、薬理学、病理学、生化学、微生物学、内科学、外科学、小児科学、産婦人科学、整形外科学、脳外科学、精神医学、放射線医学及び臨床実習である。
- （4）消防法（昭和23年法律第186号）第2条第9項に規定する救急業務（以下「救急業務」という。）に関する講習で規則第14条に規定するものの課程を修了し、及び5年（救急活動を行った時間が2,000時間に至った場合においては、それまでの間に救急業務に従事した期間）以上救急業務に従事した者（学校教育法第90条第1項の規定により大学に入学することができるもの（この規定により文部科学大臣の指定した学校が大学である場合において、当該大学が同条第2項の規定により当該大学に入学させた者を含む。）に限る。）であって、文部科学大臣が指定した学校又は都道府県知事が指定した救急救命士養成所において、1年（当該学校又は救急救命士養成所のうち規則第16条に規定するものにあっては、6月）以上救急救命士として必要な知識及び技能を修得した者（その年の指定する日までに卒業する見込みの者を含む。）。
- （5）外国の救急救命処置に関する学校若しくは養成所を卒業し、又は外国で救急救命士に係る厚生労働大臣の免許に相当する免許を受けた者で、厚生労働大臣が（1）から（4）までに掲げる者と同等以上の知識及び技能を有すると認定した者。
- （6）法の施行の際（平成3年8月15日）現に救急救命士として必要な知識及び技能の修得を終えている者又は法の施行の際現に救急救命士として必要な知識及び技能を修得中であり、その修得を法の施行後に終えた者であって、厚生労働大臣が（1）から（5）までに掲げる者と同等以上の知識及び技能を有すると認定した者。

## 試験日・合格発表日
- 試験日
  - 例年3月上旬の日曜

- 合格発表日
  - 例年3月下旬

## 試験地
- 北海道、東京都、愛知県、大阪府、福岡県

## 試験科目
1. 基礎医学（社会保障・社会福祉、患者搬送を含む）
2. 臨床救急医学総論
3. 臨床救急医学各論（一）（臓器器官別臨床医学をいう）
4. 臨床救急医学各論（二）（病態別臨床医学をいう）
5. 臨床救急医学各論（三）（特殊病態別臨床医学をいう）

## 試験形式
合計200問の筆記試験のみであり、5つ選択肢から1つ、もしくは2つを選択するマークシート方式である。
午前
- A問題（一般問題）120問

午後
- B問題（必修一般問題） 30問
- C問題（必修状況設定問題）10問
- D問題（状況設定問題）40問

## 合格基準
一般問題を1問1点、状況設定問題を1問2.5点とし、以下の1, 2のすべての合格基準を満たした者が合格となる。
- 必修問題（B・C問題）において80%以上の得点
- 通常問題（A・D問題）において60%以上の得点